# Hendrik Frans van Meurs van Hulshorst
Hendrik Frans van Meurs van Hulshorst (Arnhem, gedoopt 25 augustus 1780 - Hulshorst, 9 maart 1864) was een Nederlandse politicus.

## Leven en werk
Mr. van Meurs was een zoon van de schout van 't Harde en van Heerde Peter van Meurs en Antonia Elijsabet Werdenier. Hij studeerde rechten aan de Universiteit van Harderwijk en promoveerde aldaar in 1802. Hij vestigde zich als notaris te Harderwijk. Hij was tevens fiscaal bij het landgerecht voor de Veluwe. Hij vervulde diverse bestuurlijke functies in zijn woonplaats Harderwijk en de omringende regio (het noordelijk deel van de Veluwe). Zo was hij commissaris van de Zuiderzeestraatweg van Zwolle naar Amsterdam en was lid van de stedelijk raad van Harderwijk. In 1824 werd hij benoemd tot burgemeester van Harderwijk. In 1848 werd hij door de kiezers op een tweede plaats gezet voor een benoeming tot lid van de Eerste Kamer. Toch werd hij door de koning benoemd tot kamerlid. Hij was een van de rijkste inwoners van de provincie Gelderland.
Van Meurs trouwde op 11 november 1810 te Zutphen met Johanna Sophia Lucia de Jongh, dochter van de Rotterdams koopman en regent Daniel Adriaansz de Jongh en Lucia Maria Raeber. Hij overleed in 1864 op 83-jarige leeftijd in zijn woonplaats Hulshorst. Twee van zijn broers waren eveneens schout respectievelijk burgemeester van Gelderse gemeenten. Zijn broer Nicolaas was in 1803 schout van Heerde geworden; hij bleef tot 1863 burgemeester van deze gemeente. Zijn broer Everhard Dirk was van 1811 tot 1816 schout van Ermelo en van 1818 tot 1822 schout van Ede.
- Biografisch Portaal: 51524386
- Parlement.com: vg09ll3c50z7